# Železnice

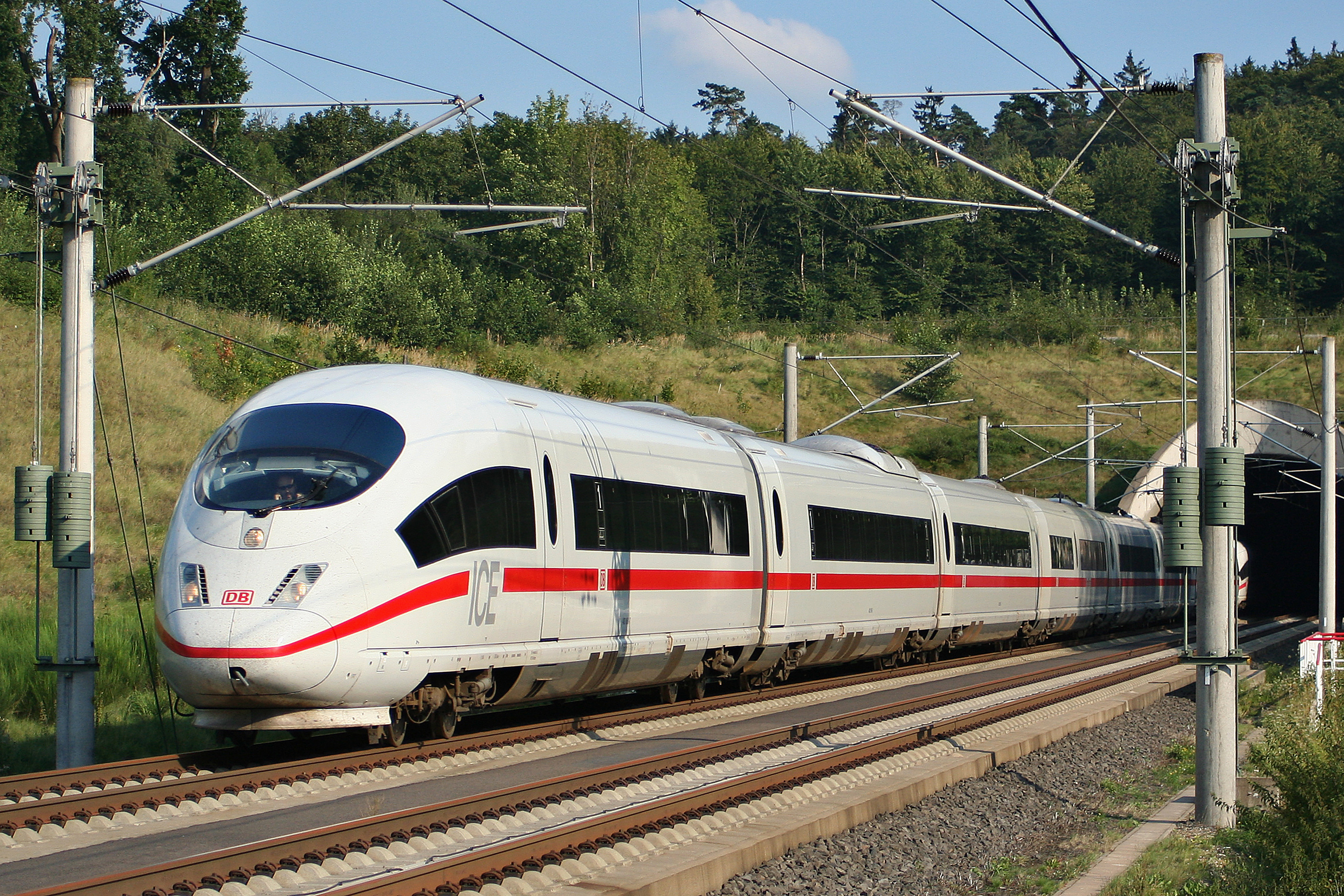
ICE 3, vysokorychlostní vlak Deutsche Bahn

Železnice (pův. železná dráha, železná cesta) je kolejový dopravní systém pro přepravu osob a zboží. Některé kolejové dráhy (například tramvajové, pozemní lanové, průmyslové nebo zábavní) jsou svým technickým principem železnice, ale zpravidla mají odlišné stavební a provozní předpisy a za železnice se zpravidla, v závislosti na legislativě konkrétního státu, nepovažují. Dílčí principy kolejové dopravy byly využívány nejméně od středověku, moderní železnice vznikla začátkem 19. století.
První kolejová vozidla byla používána v dolech a byla tažena lany za pomoci navijáků, což se ještě dnes používá u pozemní lanové dráhy či u lanové tramvaje.
Pro pohon vpřed na velké vzdálenosti se dnes používá motor, který je buď umístěn přímo ve vozidle přepravujícím užitečnou zátěž (motorovém voze), nebo ve vozidle k tomu vyhrazeném (lokomotivě). Experimentální vývoj železnice směřuje například k monorailu na principu magnetické levitace.

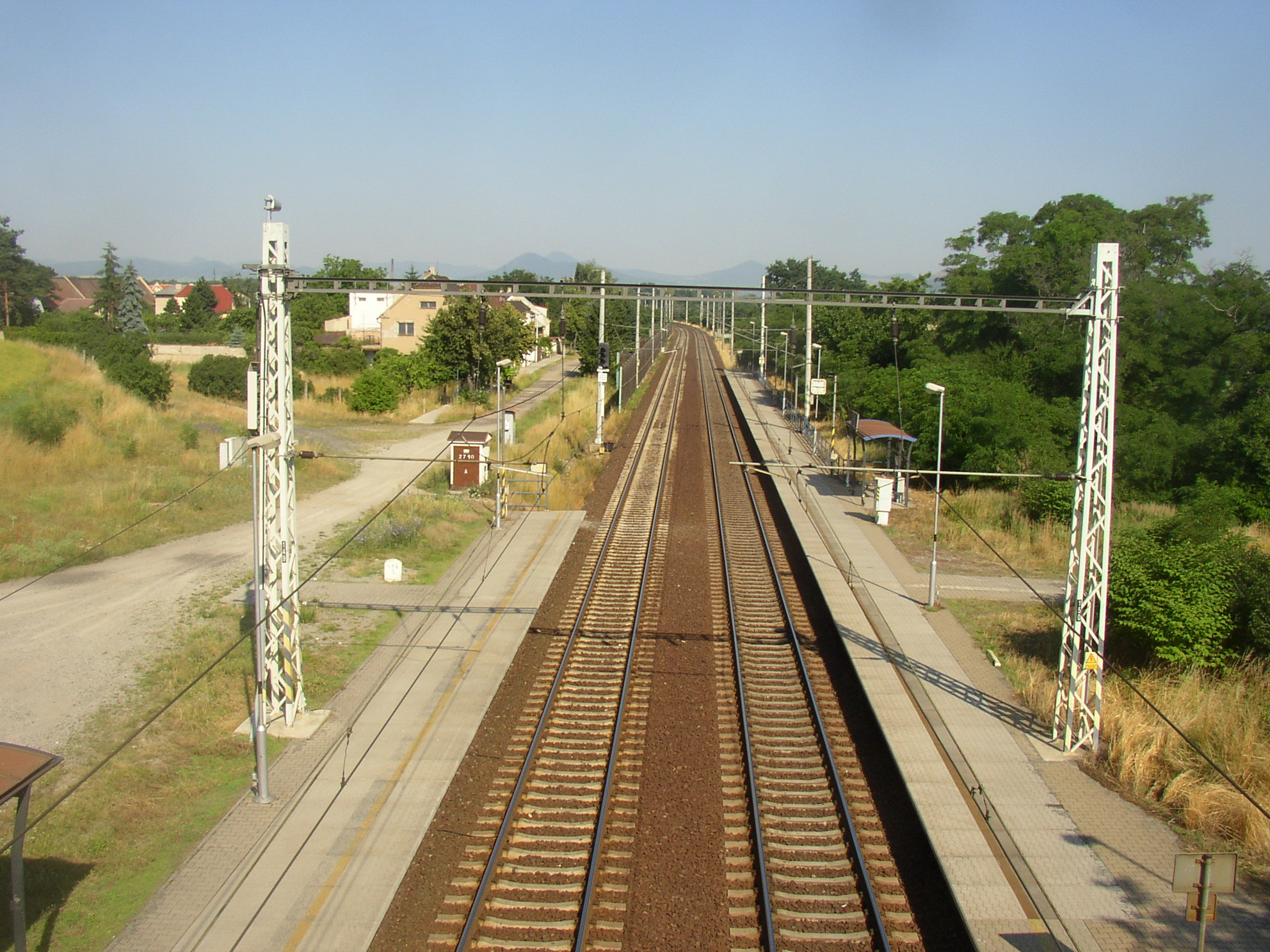
Dvoukolejná elektrifikovaná železniční trať v dolním Polabí u obce Hrdly

Pojem dráha označuje zprvu cestu nebo trasu (či linii), na které se pohybuje objekt (viz jízdní dráha, dálnice, letištní dráha, vzletová a přistávací dráha); pojem železnice tedy precizně označuje druh jízdní dráhy. Teprve z něj vychází používání slova „železnice“ pro dopravní prostředek (jízdní dráha a vozidla), které je dále zkracováno na dráhy.
I v jiných jazycích slovo původně označovalo dráhy a teprve později dopravní prostředek: kolejová cesta (anglicky railway) či železná cesta (německy Eisenbahn, francouzsky chemin de fer, nizozemsky spoorweg, španělsky ferrocarril, rusky железная дорога [železnaja daróga], maďarsky vasút, italsky ferrovia, švédsky Järnväg, turecky demiryolu).

## Historie

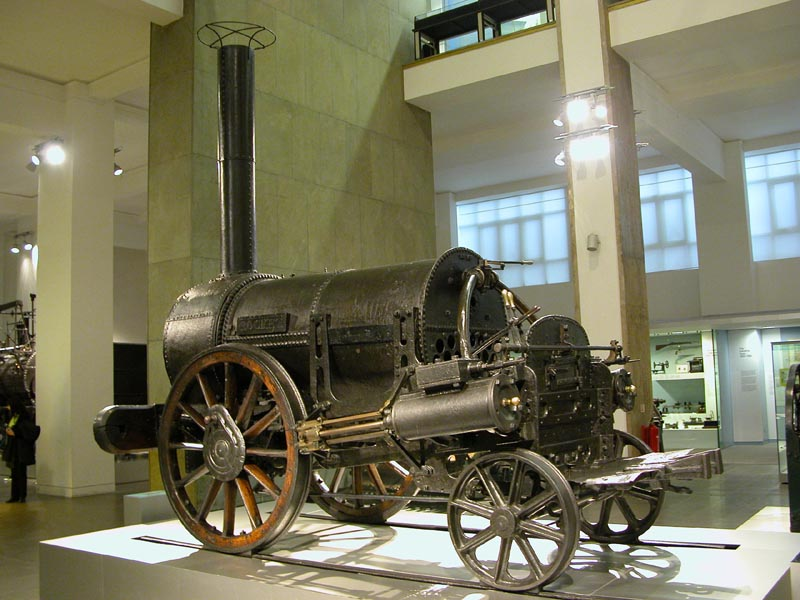
Stephensonova lokomotiva Rocket z roku 1829.

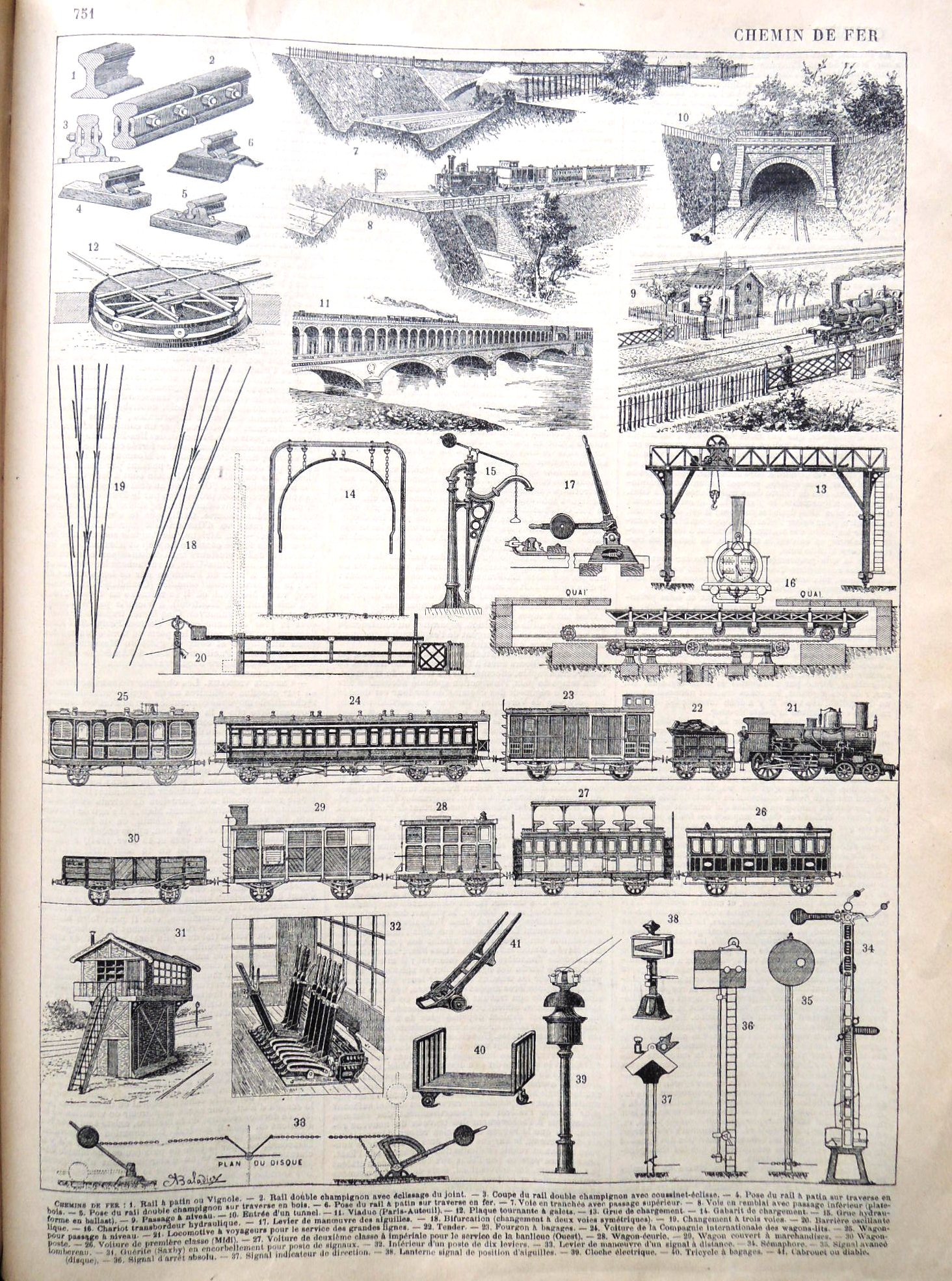
Železnice v 19. století

### Vývoj principu železnice
Vyjeté koleje, které vedly povozy po obchodních cestách, existovaly odedávna. Ostatně normální rozchod železničních kolejí vychází ze standardizovaného rozchodu kol anglických dostavníků.
V dolech doložitelně přinejmenším od roku 1530 existovaly kolejové důlní vozíky či káry. V anglickém hornictví se vyvinul do konce 18. století systém, ve kterém se vozidla pohybovala na kolech s okolky na (zpočátku dřevěných) kolejnicích.
Vedení po kolejích bylo u koňských drah Wagonway přelomu 18. a 19. století zajištěno hranou na vnější straně kolejnic. Geometrický princip Wagonway byl později překonán, u autobusových drah byl ale později dále rozvíjen.
Požadavek hladké dopravní cesty a hmotnost strojního pohonu vedly zprvu k ocelí pobitým fošnám, později k montáži ocelových kolejnic na kamenných blocích, které byly později z důvodu dodržení rozchodu kolejí montovány na příčně položených dřevěných železničních pražcích. Dnešní železniční vozidla jezdí většinou koly z oceli na ocelových kolejnicích, a na jízdní dráze jsou drženy díky speciálnímu profilu kol a okolku.
Počátkem strojního pohonu v kolejové dopravě byl rok 1804, když Richard Trevithick uvedl do provozu první parní lokomotivu. Lokomotiva tehdy měla ještě kola bez okolků.

### Rozvoj železniční sítě

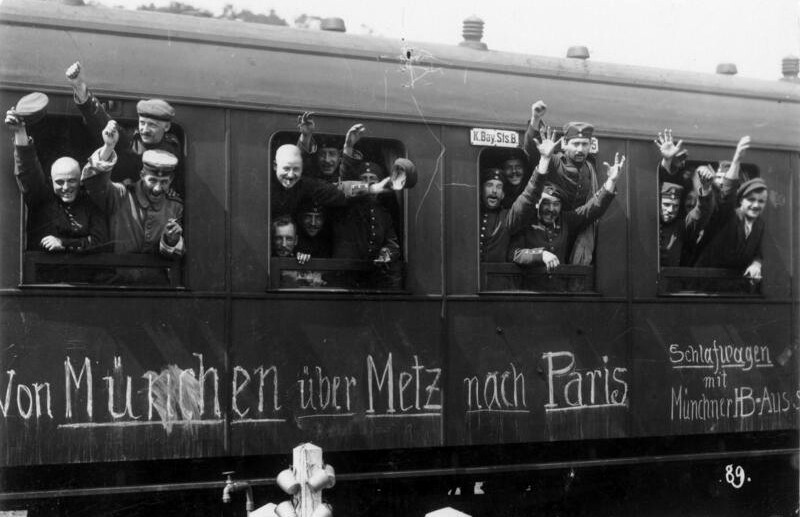
Německý válečný transport v roce 1914

První veřejná železnice zahájila provoz v roce 1825 z Stocktonu do Darlingtonu v Anglii a mimo zboží také poprvé v historii přepravovala i osoby. Kola železničních vozů již měla stejné okolky, jako mají dnešní vozy, a měla dnešní normální rozchod 1435 mm.
Železnice v 19. století během několika desetiletí vytvořila hustou dopravní síť, která významně zkrátila dobu cestování v Evropě a v Severní Americe. Působila jako katalyzátor průmyslové revoluce, vytvořila potřebu vzniku těžkého průmyslu a díky svému rozvoji vytvořila předpoklad velké poptávky po železe, oceli a strojích. Modernizovala se technologie stavby mostů a tunelů, aby bylo možno stavět železniční tratě. Moderní akciová společnost je reakcí na potřebu kapitálu pro železniční projekty, které již nemohl žádný soukromý investor sám financovat.
Ve válkách v 19. století se ukázala obrovská strategická výhoda dobře vybudované železniční sítě. Především v prusko-francouzské válce byla velkou výhodou doprava vojenských oddílů, jejich zásobování po železnici a tím získání rozhodujícího vlivu ve válce. Proto vlády evropských zemí s velkou pozorností a rychlostí podporovaly a řídily výstavbu národních železničních sítí. Vojenský význam železnice byl největší v první světové válce. Nezastupitelnou úlohu hrála železnice i za druhé světové války, kdy mj. umožnila po německé invazi do SSSR záchranu sovětského těžkého průmyslu pro válečnou výrobu přesunem obrovského množství strojního vybavení továren do bezpečí na východ, ale také nechvalně proslulé deportace milionů obětí do nacistických koncentračních a vyhlazovacích táborů.
Mezi světovými válkami začal masívní rozvoj silničního motorismu, který měl v následujících desetiletích ve všech západních zemích za následek pozastavení rozvoje železniční sítě a mnohde i její omezení. Dopravní výkonnost železnice sice rostla, ale ne v tak velké míře jako v silniční dopravě. Nákladní železniční doprava v Severní Americe si dodnes udržela silnou pozici. V Evropě a v Japonsku si železniční doprava dokázala obhájit své pozice v osobní dopravě, mimo jiné také díky výstavbě vysokorychlostních tratí.
Dle údajů CIA má celosvětová železniční síť délku celkem 1,37 miliónů kilometrů. V Severní Americe je 275 000 km železnic, členské státy EU mají 236 000 km, Rusko 87 000 km, Čína přes 155 000 km (2023) a Indie má přes 63 000 km železničních tratí. Dohromady mají výše jmenované země polovinu celosvětové železniční sítě. Z dalších zemí světa s nejrozsáhlejšími železničními sítěmi má Austrálie 38 550 km, Argentina 32 000 km, Jižní Afrika 21 000 km a Mexiko 18 000 km. Česko je s délkou 9 632 km železniční sítě na 22. místě na světě.

## Význam a hodnocení

### Výhody železniční dopravy
Železnice má mnohem nižší externí náklady než silniční nebo letecká doprava. U osobní dopravy jsou přepočtu na osobokilometr asi čtvrtinové, u nákladní dopravy jsou dokonce šestinové. Externí náklady vznikají zejména v souvislosti se znečištěním životního prostředí, hlukem a nehodami. U silniční dopravy pochází více než polovina externích nákladů z nehod.

### Zábor místa a rozdělení krajiny
Pro vysokou kapacitu železničních tratí (čtyřkolejná železniční trať dokáže za hodinu přepravit až 50 000 cestujících v obou směrech) a též proto, že železnice je centrálně řízena, je relativní zábor místa železnicí mnohem menší než u silniční dopravy. Železniční tratě relativně úzké, trasy se čtyřmi kolejemi a velké železniční křižovatky jsou mnohem méně četné než čtyřproudové silnice a dálniční sjezdy.
Problémem je ovšem rozdělení krajiny i sídelních celků železničními tratěmi. Železniční tratě, především novostavby pro vysokorychlostní železnici, zasahují do krajiny více než dálnice, potřebují více prostoru pro přemostění údolí a pro zářezy do krajiny i více tunelů. Každá elektrizovaná trať potřebuje i novostavby elektrického vedení.[zdroj?]

### Hlučnost
Velkým problémem je i hlučnost železniční dopravy. Železniční trasy a křižovatky se často nacházejí v obydlených oblastech. Hluk projíždějících vlaků, především nočních nákladních, může být velkou zátěží pro mnoho obyvatel. Snížení hlučnosti železniční dopravy se v některých zemích věnuje značná pozornost. Opatření proti vznikání hluku se provádějí na straně infrastruktury (bezstyková kolej, pravidelné broušení kolejnic, spolehlivé upevnění kolejnic, obložení kolejnic), vozidel (tlumení agregátů vozidel, kotoučové brzdy nebo nekovové špalíky, tlumiče hluku nebo nástřiky na kolech) a odstíněním zdrojů hluku (protihlukové stěny). V Česku se ochrana proti hlučnosti řeší stavbami protihlukových zdí. Tyto stavby však necitlivě zasahují do krajiny, snižují atraktivitu osobní železniční dopravy (zamezení výhledu z okna) atd.

## Železniční infrastruktura

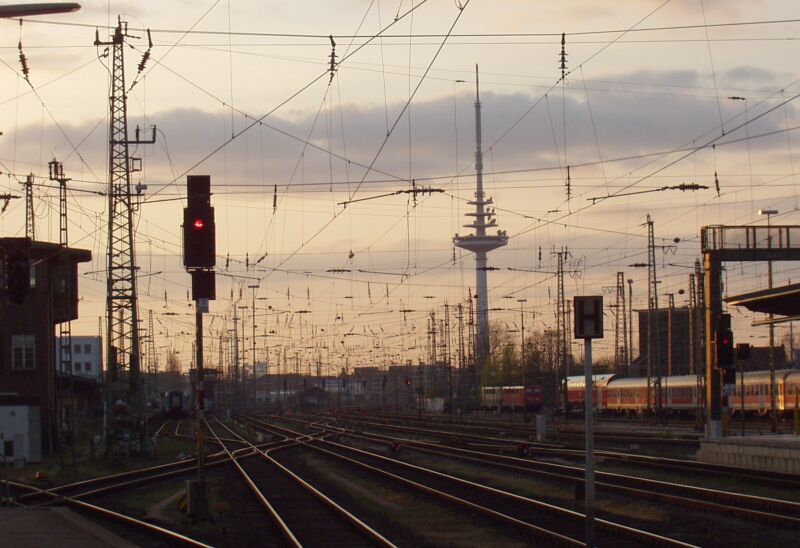
Železniční nádraží v Brémách

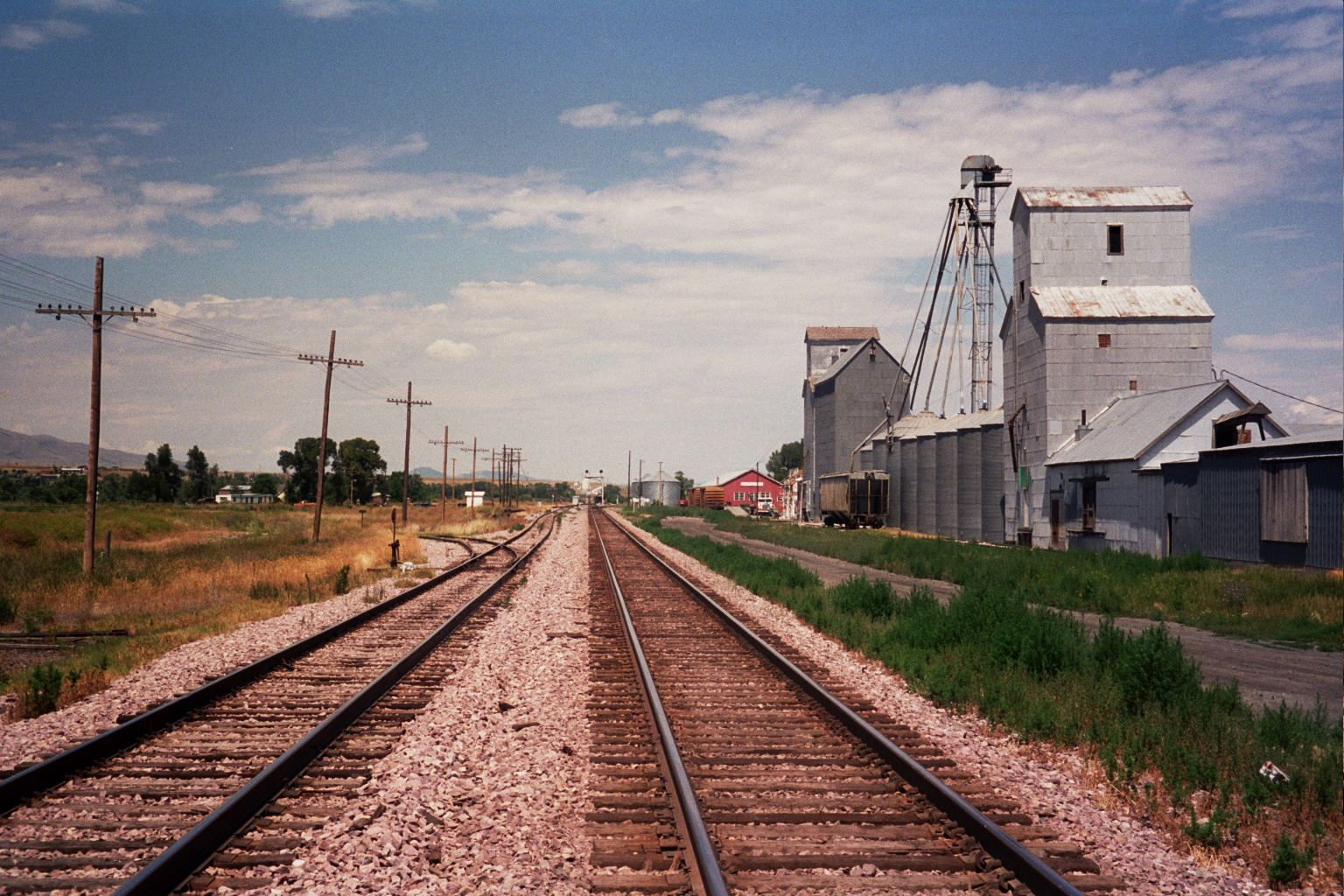
Železniční trať v Montaně

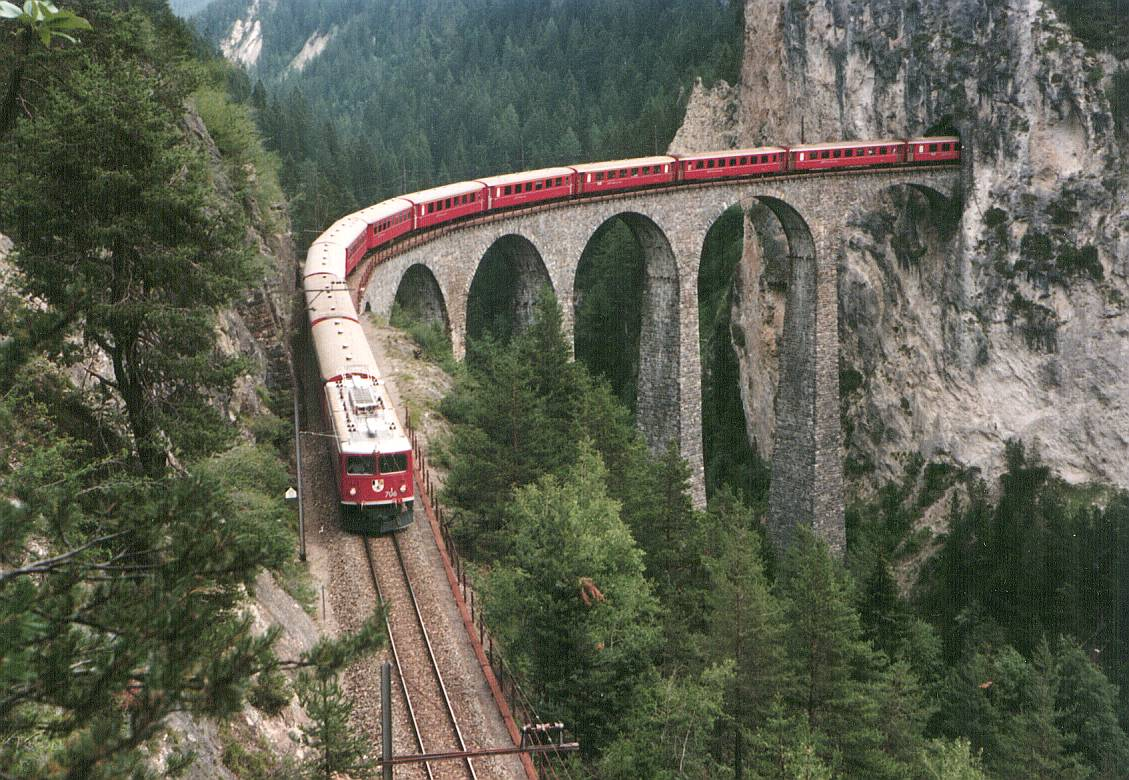
Landwasserviadukt na Albulabahn ve Švýcarsku

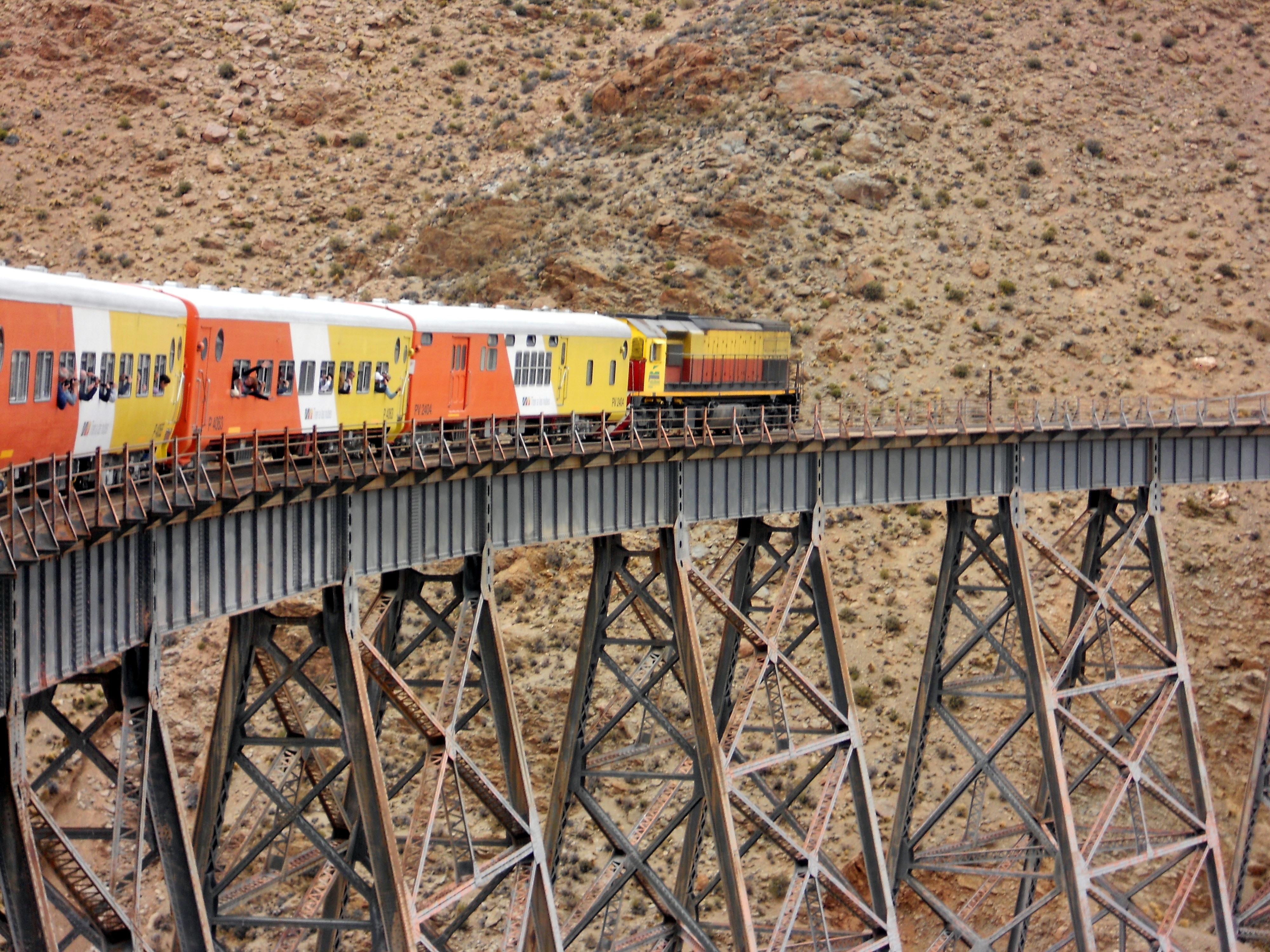
Železnice

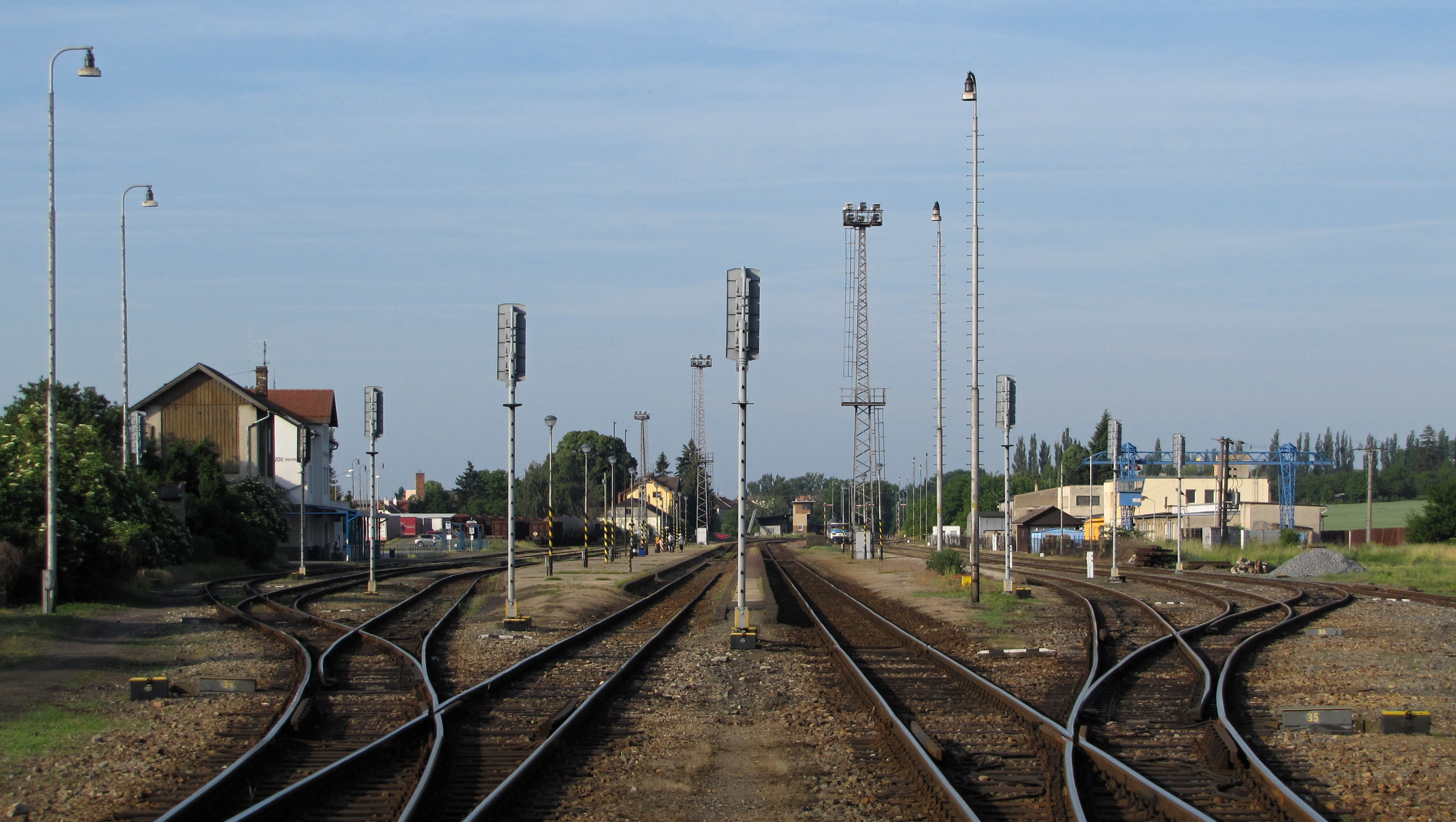
Koleje ve stanici Kyjov na Vlárské dráze

### Železniční dráhy
Železniční infrastruktura zahrnuje kolejovou síť, budovy a další technická zařízení, jako například zabezpečovací zařízení, které jsou nutné k provozu železnice.
Základní provozní celek železniční infrastruktury se nazývá železniční dráha, čemuž zhruba odpovídá nyní neoficiální pojem železniční trať. Český zákon o drahách obecně stanoví, které typy objektů jsou součástmi dráhy, které jsou příslušenstvím dráhy a které nejsou ani součástí, ani příslušenstvím dráhy. Toto vymezení má význam nejen ve vztahu k souvisejícím stavbám a zařízením, ale také vzhledem ke styku drah s jinými infrastrukturními prvky (mosty, přejezdy, propustky, vedení dráhy po pozemní komunikaci atd.).
V České republice z legislativního hlediska existuje mnoho regionálních drah, určených vládním nařízením (mnohdy jde o historické místní dráhy), přičemž regionální dráha z hlediska zákona může být privatizována, případně převedena na jiný veřejnoprávní subjekt než stát (např. obec, svazek obcí, kraj atd.). Páteřní železniční síť tvoří z hlediska zákona jednu celostátní dráhu, tj. jednotlivé tratě sítě nejsou samostatnými dráhami, ale úseky celostátní dráhy. Odbočné dráhy privátního charakteru mají status vleček, vlečkou byl do roku 2017 oficiálně i železniční zkušební okruh Cerhenice.
Českým zákonem č. 319/2016 Sb. byl s účinností od 1. dubna 2017 novelizován český zákon o drahách a zavedeny nové kategorie drah:
- Místní dráha – dráha místního významu oddělená od celostátní nebo regionální dráhy. Dráha je oddělená, umožňuje-li přesun drážního vozidla na jinou dráhu jen s použitím zvláštního technického zařízení nebo slouží-li výhradně provozování neveřejné osobní drážní dopravy, osobní drážní dopravy pro potřeby cestovního ruchu nebo provozované historickými vlaky.
- Zkušební dráha – dráha, která slouží zejména k provádění zkušebního provozu drážních vozidel nebo zkoušek pro schválení typu nebo změny typu drážních vozidel a drážní infrastruktury.

Vlečky byly k témuž datu účinnosti nově rozlišeny na veřejně přístupné a veřejně nepřístupné. Povinnosti provozovatele veřejně přístupné vlečky přitom byly stanoveny obdobně jako povinnosti provozovatelů celostátní dráhy a regionálních drah. Defaultně je vlečka veřejně přístupná, veřejně přístupnou se stane výslovným prohlášením svého provozovatele, přičemž Úřad pro přístup k dopravní infrastruktuře může nařídit veřejnou přístupnost vlečky, pokud usoudí, že nejsou naplněny zákonné podmínky pro její veřejnou nepřístupnost. Vzhledem k nejasnému a problematickému stanovení zákonných podmínek se vládní návrh i poslanecké pozměňovací návrhy v roce 2019 pokoušejí tato kritéria upravit.
Od aktuálního právního vymezení jednotlivých drah se liší vymezení staničením (kilometráží), které mnohdy souvisí s vlastnickou a stavební historií tratí a pochopitelně musí být prováděno lineárně, tedy pro každou odbočku či větev dráhy.
Ještě jiným způsobem vymezení tratí je číslování traťových oddílů v jízdních řádech pro veřejnou osobní dopravu. Tyto úseky jsou v některých případech navzájem v souběhu a úseky jsou do oddílů účelově pospojovány v závislosti na vedení vlakových linek a spojů a číslování a vymezení úseků není příliš stabilní, přesto toto číslování tratí je v Česku nejčastěji používáno v mapách (mapy železniční sítě, turistické mapy, mapa integrovaného záchranného systému atd.), což má ovšem nevýhodu, že tratě a úseky, které jsou aktuálně bez pravidelné osobní dopravy, nejsou do tohoto číslování zahrnuty. V některých zemích (Německo) se stavebně-provozní číslování tratí liší od číslování tratí pro osobní dopravu.
Od roku 1994 se v České republice mezi železniční dráhy řadí i metro, které spadá do kategorie železničních drah speciálních (předtím tvořilo v rámci drah samostatnou kategorii městských rychlodrah).
Průmyslové dráhy, typicky důlní dráhy, polní dráhy, lesní dráha, různé jeřábové a jiné pojezdy apod., v České republice vůbec do působnosti drážního zákona nespadají, a to dokonce ani tehdy, je-li na nich normální železniční rozchod kolejí, jako je tomu na některých důlních drahách v povrchových dolech Severních Čech, pokud nejsou formálně vlečkami.
Lanové, tramvajové, trolejbusové a důlní dráhy nejsou podle české legislativy železničními drahami, a to ani když je provozuje železniční společnost. V některých zemích se však na pozemní lanové dráhy či tramvajové dráhy železniční legislativa více či méně vztahuje.

### Koleje a podloží
Obvykle se koleje skládají ze dvou kolejnic, podélných ocelových profilů, které jsou od sebe vzdáleny o stanovený rozchod a jsou upevněny na pražcích nebo na podkladovém panelu či desce. Kolejnice se upevňují různými způsoby, např. hřeby nebo svorami. Upevněním kolejí se jistí rozchod kolejí a znemožňuje rozjíždění kolejnic v příčném směru. Pražce jsou většinou z impregnovaného dřeva, či nověji z předpjatého betonu.
Kolejový rošt z kolejnic a pražců je uložen na kolejovém loži (většinou ze štěrku), které zachycuje statické a dynamické síly a předává dál železničnímu spodku. Železniční svršek se skládá z kolejnic a jejich lože. Především u vysokorychlostních železnic se užívá kolejový svršek z betonu, na který jsou montovány kolejnice s tlumícími prvky, tzv. pevná jízdní dráha.
Železnice neumožňuje velká stoupání a vyžaduje velké poloměry oblouků. Proto jsou především v pohořích nutné složité konstrukce umělých staveb. Mnoho železničních tras přes pohoří je známo svými složitými mosty a tunely. Příkladem je např. Semmeringbahn v Rakousku či Albulabahn a Berninabahn ve Švýcarsku.
Důležité železniční trasy (hlavní tahy) a další trasy s vysokou hustotou provozu se budují většinou dvoukolejné. Na vícekolejových trasách se mohou vlaky bez omezení křižovat a předjíždět, což je na jednokolejných trasách možné jen na nádražích.

### Elektrifikace
Elektrické pohonné vozy vyžadují dodávku elektrické energie za jízdy. Proud je většinou dodáván z trolejového vedení, které je umístěno nad kolejemi, méně často – hlavně u podzemních drah a metra – je umístěna napájecí kolejnice bočně od kolejnic nebo je umístěná mezi kolejnicemi. K systému zásobování elektrickou energií patří i trakční stanice, přes které probíhá napájení elektrickým proudem. Některé železniční společnosti provozovaly/provozují vlastní elektrárny a přenosová vedení pro přenosovou napájecí soustavu.

### Železniční stanice a zastávky
Existuje více typů železničních stanic. Existují hlavové železniční stanice (koncové železniční stanice), kde železniční tratě končí nebo mají úvrať, dále mezilehlé železniční stanice, kterými tratě probíhají, případně kombinované. Dle funkce existují železniční stanice pro osobní dopravu, které slouží k nastupování, vystupování a k přestupování cestujících, a nákladní železniční stanice, kde se nakládá, vykládá a překládá zboží, seřaďovací nádraží, která slouží k přechodu jednotlivých vozů nebo skupin vozů mezi jednotlivými nákladními vlaky, a provozní nádraží, která slouží k odstavení a údržbě kolejových vozidel. V obecné mluvě i v oficiálních názvech se železniční stanice v Česku označují slovem nádraží. Existují též dopravny, které nejsou železničními stanicemi, například nákladiště, výhybna nebo odbočka.
K nástupu a výstupu cestujících slouží též železniční zastávky, které nejsou dopravnami. V místním názvosloví i v oficiálních přepravně-tarifních předpisech jsou zpravidla železniční zastávky zahrnuty pod pojem železniční stanice či nádraží.
Obvod železniční stanice se z provozního hlediska mnohdy liší od železniční stanice z hlediska přepravního. V některých případech může být v obvodu jedné železniční stanice více dílčích nádraží či železničních zastávek, nebo naopak jeden přepravní uzel může být tvořen několika sdruženými železničními stanicemi na různých drahách, což bylo obvyklé zejména v počátcích vývoje železnice nebo pokud jde o dráhy různého technického řešení (rozchod, napájení atd.).

## Železniční doprava

### Železniční vozidla a vlaky
Kolejová vozidla železnic jsou sestavována do vlaků (popř. tzv. posunujících dílů), které se skládají z jednoho nebo více za sebou řazených železničních vozů (výraz „vagon“ se v odborných textech nepoužívá). Vlak (resp. posunující díl) je tažen nebo posunován jednou nebo více lokomotivami nebo motorovými vozy; tato hnací vozidla jsou umístěna obvykle na čele, méně často na konci vlaku nebo mezi železničními vozy. Vlak je v oficiální železniční terminologii zároveň označením dopravního spoje, a zároveň označením železniční soupravy nebo železničního vozidla, kterými je daný spoj momentálně vykonáván (v železničním polooficiálním slangu se říká, že vlak „je veden“ určitou lokomotivou nebo určitou soupravou).
V obecném jazyce i například v terminologii silničního provozu se slovem „vlak“ nazývá fyzicky souprava železničních vozidel nebo samostatně jedoucí železniční vozidlo i v případě, kdy z hlediska železničních provozních předpisů jimi momentálně není žádný vlakový spoj vykonáván (jde o posunující díl nebo o momentálně odstavenou soupravu).
Lokomotivy, motorové vozy a jiné pohonné vozidlové jednotky se označují pojmem hnací vozidlo. Železniční zaměstnanec, který ovládá hnací vozidlo (někdy prostřednictvím řídicího vozu), je strojvedoucí; obecně v drážní dopravě se používá označení řidič drážního vozidla, strojvedoucí je tedy specifickým typem řidiče.

### Pohon
Na počátku železnic obstarávala pohon tažná zvířata (koněspřežná dráha), později byla nahrazena lokomotivami s parním pohonem, po roce 1879 s elektrickým pohonem (vynalezen toho roku Wernerem von Siemens). Od roku 1900 se používá také zážehový či vznětový (dieselový) motor, v nedávné době byly vlaky poháněny i turbínami. Motory přes převody uvádějí do pohybu kola, pomocí kterých se vlak pohybuje po kolejnicích. Někdy se používají pomocné prostředky, např. ozubené hřebeny mezi kolejnicemi ozubnicové dráhy či třecí disky. Pokusně byly použity i vrtulové a reaktivní motory, které se ale neosvědčily. Dříve používané navijáky či kladky, které vlaky používaly na místech s velkým stoupáním, byly technickým vývojem pohonných jednotek lokomotiv překonány.
Na hlavním trasách v hustě zalidněných oblastech je upřednostňován elektrický pohon, jinde dieselový pohon. Výjimkou je Severní Amerika, kde díky levné ropě neexistuje žádná elektrizovaná dálková trať.

### Železniční společnosti
Železnice byly zpočátku většinou budovány komerčně privátními subjekty, byť za silné regulace státem (na základě koncesí) a mnohdy i za veřejné, zpravidla státní podpory. Kolem přelomu 19. a 20. století však byly v Evropě většinou (s výjimkou vleček) vykoupeny státem a centralizovány ve státní režii. Někde jsou tak provozovány státem (státní dráhy), ale mohou být i v soukromém vlastnictví (soukromé dráhy).
Veřejnými drahami se rozumí takové, které, bez ohledu na to, kdo je vlastníkem, mohou být za daných regulačních podmínek za příslušnou úplatu použity k provozování železniční dopravy každou osobou. Zpočátku bylo obvyklé, že železniční společnost provozující dráhu na ní provozovala i drážní dopravu, tedy provozování železnice bylo dohromady jednou činností. Pouze v místech zaústění či jiného styku drah vlaky ze zaúsťující železnice peážovaly po hostující železnici.
Od konce 20. století se v Evropské unii organizačně odděluje infrastruktura od dopravy z důvodu zajištění přístupu bez diskriminace k železniční síti.

### Bezpečnost železničního provozu

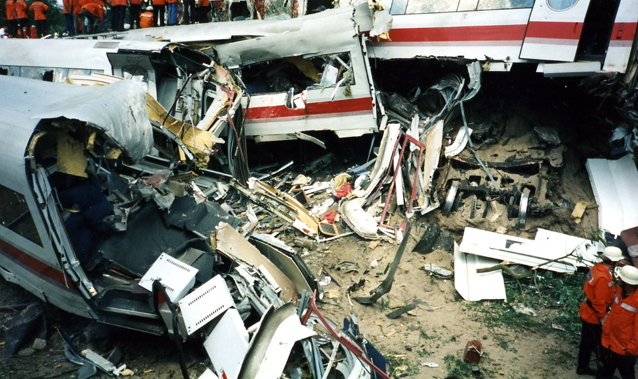
Železniční nehoda ICE v Eschede v Německu

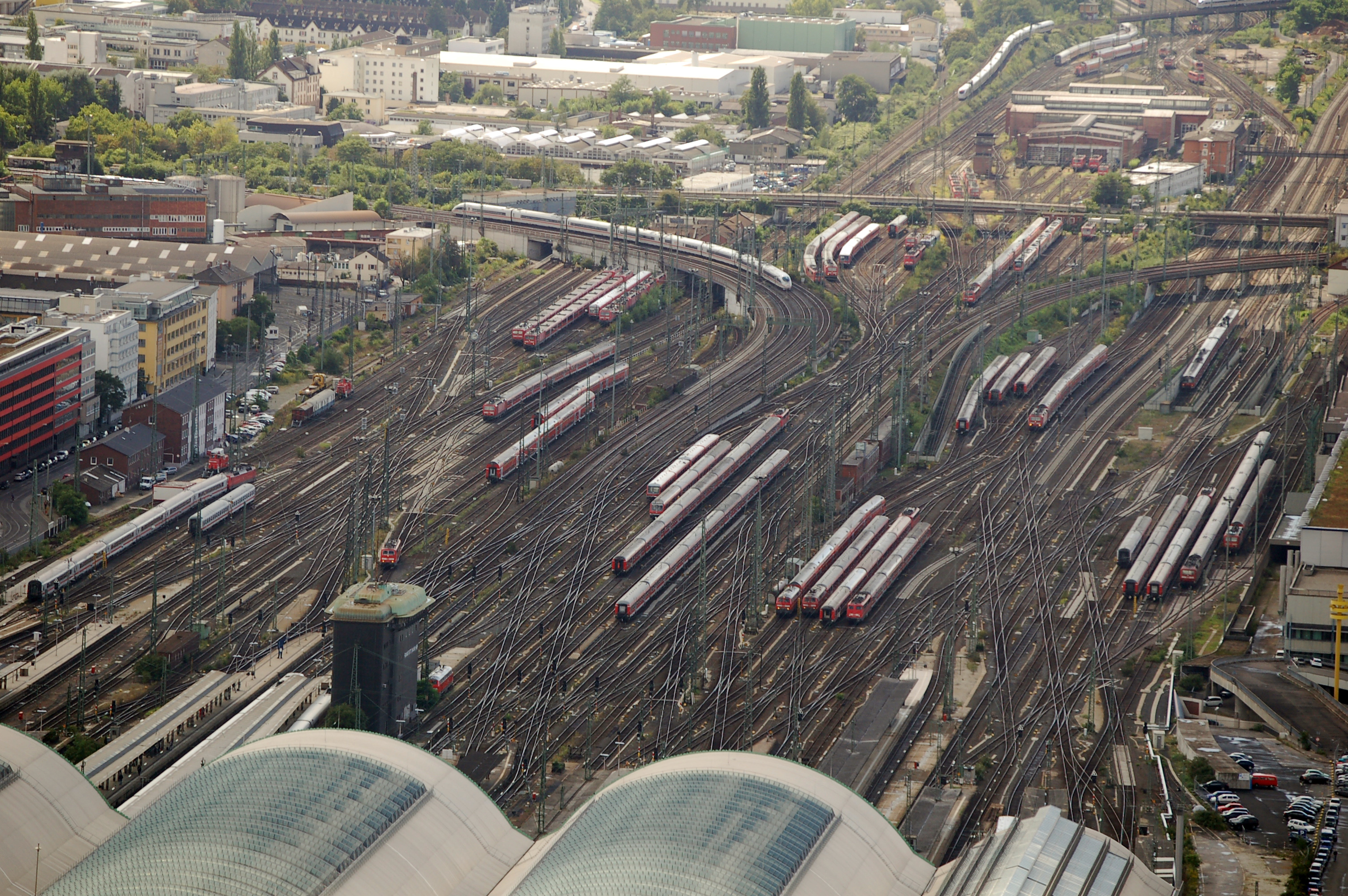
Letecký pohled na nádraží v Frankfurtu nad Mohanem

Kolejová doprava má mnohé přednosti, má ale i svá nebezpečí. Vlaky mají kvůli velké hmotnosti a malému tření mezi kolem a kolejnicí dlouhou brzdnou dráhu. Kvůli pohybu po trati je nemožné bezprostředně ovlivnit směr jízdy kolejového vozidla a vyhnout se tak překážce. Kromě čelních a bočních srážek zapříčiňují škody i vykolejení vlaků. Také veřejnosti méně známé, vzácně se vyskytující události, jako je převrácení při velkém bočním větru, mohou způsobit těžká neštěstí a jsou zohledněny v předpisech.
Železnice přesto patří k bezpečným dopravním prostředkům a k nehodám dochází poměrně zřídka.[zdroj⁠?!] Vděčí za to různým provozním opatřením, jakož i přísným kontrolám odpovědných úřadů, které byly zavedeny právě proto, že železniční doprava je z principu poměrně nebezpečná, například proto, že na rozdíl od silniční dopravy se jezdí naslepo, zatímco v silniční dopravě musí rychlost odpovídat zábrzdné a rozhledové vzdálenosti. Podobně jako v letecké dopravě jsou nejen nehody, ale i jiné mimořádně události systematicky prošetřovány a jsou z nich vyvozovány závěry, tedy zvyšovány požadavky na spolehlivost a bezpečnost použité techniky i procesů.
Železniční vozidla i zařízení pro řízení železničního provozu mají bezpečnostní prvky pro zajištění co nejbezpečnějšího provozu. Jsou to návěstidla, stavědla a železniční zabezpečovací zařízení, na vozidlech pak samočinné brzdy a vlakové zabezpečovače, které mají zabránit lidskému selhání strojvůdce. Bezpečností systémy jsou založeny na osvědčených technologiích, a především na poznatcích z chyb, které se vyskytly v železničním provozu. Jsou zohledněny příčiny železničních nehod a bezpečnostní zařízení jsou neustále zdokonalována.
Stavědla zajišťují mechanickými, elektrickými a elektronickými prostředky, že výhybky, návěstidla a jiná technická zařízení jsou nastavena tak, aby vlakům nehrozila vzájemná srážka, nebo vykolejení v důsledku nepřiměřené rychlostí.
Když po prvních letech provozu dráhy skončily s jízdou na rozhled jako všeobecně uplatňovaným pravidlem, byly tratě rozděleny na úseky, které oddělovala traťová hradla. Traťová zabezpečovací zařízení dnes zajišťují, že se na uvedeném úseku nachází pouze jeden vlak a vlaky jezdí v pevně určených vzdálenostech. Již v počátcích vývoje železnice probíhalo postupné předávání odpovědnosti za bezpečný provoz na trati technice. Zprvu byla obsluha traťového hradla zcela na zaměstnanci železnice, který rozpoznal, že se vlak pohybuje v uvedeném traťovém úseku. Po četných nehodách bylo již na počátku 20. století technicky zajištěno, že vlak (či část vlaku) obsluhu skutečně minul. Budoucí bezpečnostní systémy mají zajistit, že vlaky budou jezdit v relativní vzdálenosti své brzdné dráhy a tím se zvýší kapacita a energetická hospodárnost železničních tratí bez omezení bezpečnosti v přesných časových intervalech v jednotlivých traťových úsecích. Železnice, především v Severní Americe jezdí v časových intervalech. Především systematické a zajištěné komunikační protokoly mezi zaměstnanci ve vozidlech a na trati, jakož i přesná evidence přispívají k bezpečnosti; tak je způsob, jak umožnit vozidlu další jízdu při poruše signalizace, přesně určen a možné nebezpečné manipulace se stavědlech musí být písemně dokumentovány. Bezpečnost železnice je stále více zajišťována zpětnou vazbou mezi organizováním a jednáním. Velkou zodpovědnost stále mají lidé při zajišťování vlakového provozu na vedlejších tratích.
Na rychlostních tratích při rychlostech vyšších než 160 km/h bylo v Německu pro vlaky s průměrnou rychlostí 160 km/h zaveden tzn. Linienzugbeeinflussung. Zde se souhlas k jízdě a údaje pro řízení vlaku předávají na stanoviště strojvedoucího. Strojvedoucí sleduje parametry jízdy vlaku, zejména maximální rychlost a brzdnou křivku, a v případě překročení rychlosti je zavedeno rychločinné brzdění. S ETCS, ERTMS a GSM-R mají být zavedeny celoevropské standardy bezpečnosti železniční dopravy, řízení a komunikace.
Důležitým příspěvkem k bezpečnosti provozu je přesná poloha kolejnic a stálá kontrola. Poloha kolejí se následkem železničního provozu a povětrnostními vlivy mění, probíhá v přesně určených časových intervalech proměřování geometrie kolejnic, a když je nutné, i jejich oprava. K měření existují speciální železniční vozidla.

### Železniční přejezdy
Železniční přejezdy, kde se pozemní komunikace úrovňově kříží se železnicí, jsou jištěny závorami, světelným signalizačním zařízením a nebo osazeny pouze dopravními značkami. Zabezpečené železniční přejezdy jsou začleněny do systému stavědel. Na železničních přejezdech je ohrožena bezpečnost provozu, a proto jsou na hlavních tratích postupně nahrazovány mimoúrovňovými kříženími a jen výjimečně schvalovány při stavbách nových tras. Železniční přejezdy omezují průjezd vozidel složek integrovaného záchranného systému.
Železniční přejezd včetně vybavení (závory, signalizační zařízení, část dopravního značení) je podle české legislativy součástí dráhy, nikoliv součástí pozemní komunikace, která v daném místě dráhu kříží.

### Jízdní řád
Nástrojem pro řízení železniční dopravy je grafikon železniční dopravy. Při plánování musí být zohledněny různé okolnosti: možnosti křižování na železničních stanicích ležících na trati, možná nejvyšší rychlost vlaku, minimální odstup následujících vlaků (daný blokovými signály trati), návaznost na jiné vlaky i další podmínky (hmotnost vlaku, sklon trati, oblouky, brzdné možnosti atd.). Důležité pro hospodárný provoz je optimální nasazení vozidel a personálu: mohou být pouze na jednom místě, ale nemají např. zbytečně stát ve stanici. Dobrý jízdní řád má dostatek rezerv, ale ne jejich nadbytek, aby se drobná zpoždění nepřenášela na jiné železniční spoje.
Taktový jízdní řád je svou pravidelnou skladbou snadno zapamatovatelný. Pro plánovače jsou jeho přednosti v jednoduchosti, v symetrii. Taktové jízdní řády se konstruují jako síťové dopravní plány.
V jízdním řádu je rozlišováno mnoho druhů vlaků, například dálkové vlaky InterCity či příměstská doprava. V interním jízdním řádu jsou zohledněny i nákladní vlaky, či jízdy prázdných vlaků.
Jednotlivé vlakové spoje osobní i nákladní přepravy jsou číslovány, přičemž na začátku čísla vlaku je písmenná zkratka označující druh vlaku. Významnější dálkové vlaky pro přepravu cestujících jsou v železničním jízdním řádu v Evropě tradičně pojmenovávány. Vzhledem k zavádění intervalové taktové dopravy a také vzhledem k vytváření konkurenčního prostředí v železniční dopravě a odpovídajícímu způsobu objednávání a dotování železniční dopravy se stále více prosazuje linková organizace dopravy, kde označení linky nabývá ve vztahu k cestujícím většího významu než číslo vlakového spoje.

### Provoz a automatizace

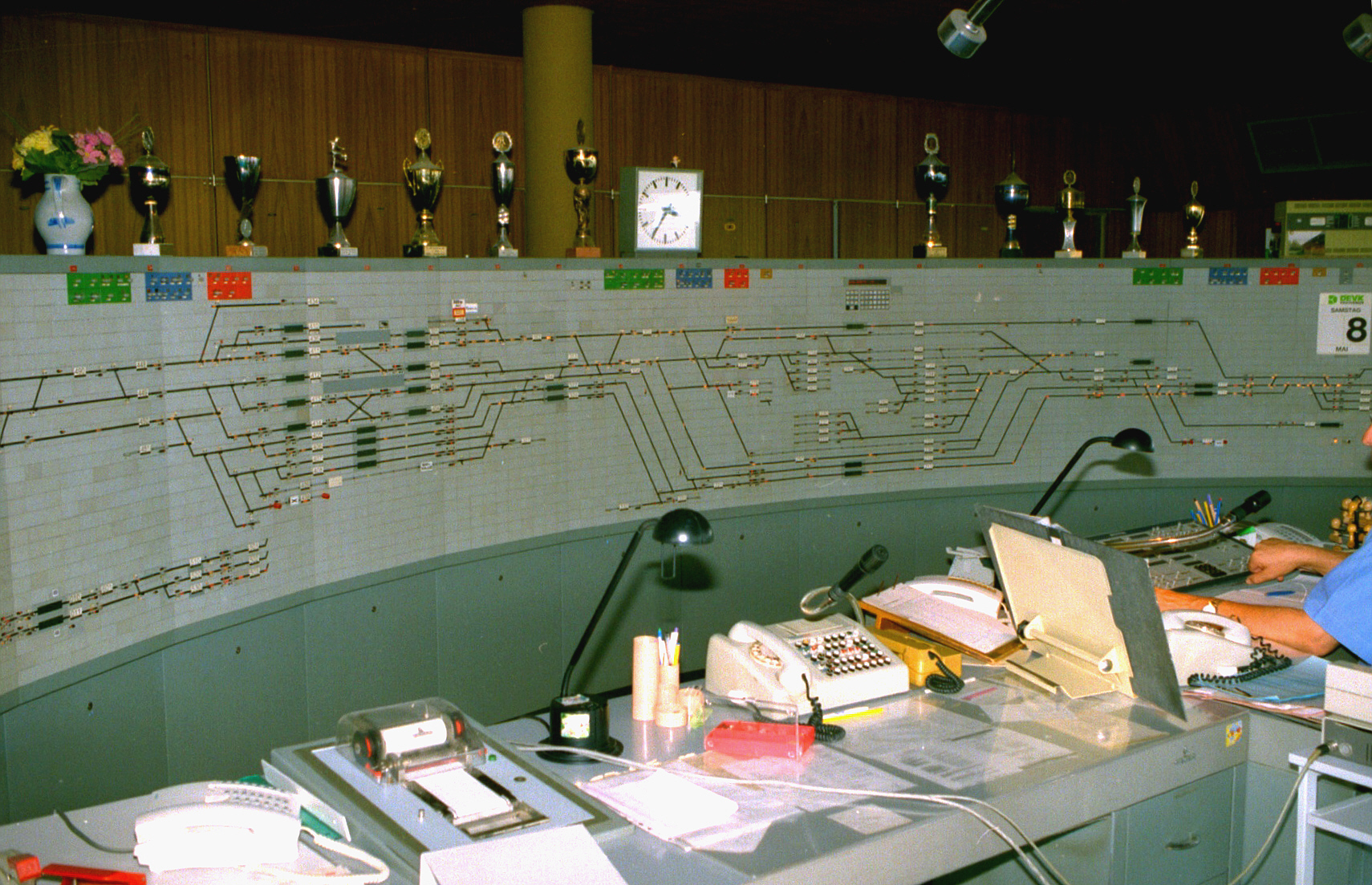
Deska železničního stavědla

Provoz železničních tratí je stále více automatizován a centralizován. Stavědla převzala nastavování výhybek a návěstidel. S nasazením techniky řízení železničního provozu mohou být dálkově řízena návěstidla v celých regionech. Automatické řízení vlaků nastavuje železniční trasy na základě elektronicky uložených jízdních řádů.